# Francesco Maurolico
Francesco Maurolico (în greacă: Φραγκίσκος Μαυρόλυκος, Frangiskos Mavrolikos; în latină: Franciscus Maurolycus; Francisci Maurolyci; în italiană: Francesco Maurolico; 16 septembrie 1494 - 21 sau 22 iulie 1575) a fost un matematician și astronom din Sicilia. Născut într-o familie grecească și preocupat de studiul textelor autorilor clasici greci, el a adus contribuții, de-a lungul vieții, în domeniile geometriei, opticii, mecanicii, muzicii și astronomiei. A editat operele autorilor clasici, inclusiv Arhimede, Apollonius, Autolycus, Teodosie și Serenus. El a realizat, de asemenea, propriile sale tratate de matematică.

## Viața
S-a născut la Messina, într-o familie de origine grecească provenită din Constantinopol și stabilită în acest oraș sicilian după Căderea Constantinopolului (1453). Studii recente par să indice însă că familia s-a stabilit în Messina la sfârșitul secolului al XIV-lea. Maurolico a primit o educație solidă. Tatăl său, Antonio, era medic și studiase cu celebrul savant helenistic Constantin Lascaris, devenind mai târziu șef al Monetăriei orașului Messina. Familia Maurolico a avut o vilă în afara orașului.
În 1521 Maurolico a fost hirotonit preot. În 1550 a intrat în Ordinul Benedictin și a devenit călugăr la mănăstirea Santa Maria del Parto à Castelbuono. Doi ani mai târziu, el a fost consacrat abate la Catedrala San Nicolò di Messina.

## Realizări
Ca și tatăl său, Maurolico a devenit, de asemenea, șef al Monetăriei orașului Messina și pentru un timp a fost responsabil de apărarea fortificațiilor orașului, în numele lui Carol al V-lea, Împăratul Sfântului Imperiu Roman. Maurolico i-a îndrumat pe cei doi fii ai viceregelui Siciliei, Juan de Vega, și s-a aflat sub patronajul mai multor oameni bogați și puternici. De asemenea, el a corespondat cu oameni de știință ai vremii precum Clavius și Federico Commandino. Între 1548 și 1550, Maurolico a stat la castelul Pollina din Sicilia în calitate de oaspete al marchizului Giovanni al II-lea Ventimiglia, și a utilizat turnul castelului pentru a efectua observații astronomice.
Observațiile astronomice ale lui Maurolico includ descoperirea unei supernove, care a apărut în constelația Cassiopeia în 1572. Tycho Brahe a publicat detalii ale observațiilor sale în 1574; supernova este acum cunoscută sub numele de Supernova lui Tycho.
În 1569, a fost numit profesor la Universitatea din Messina.

## Lucrări

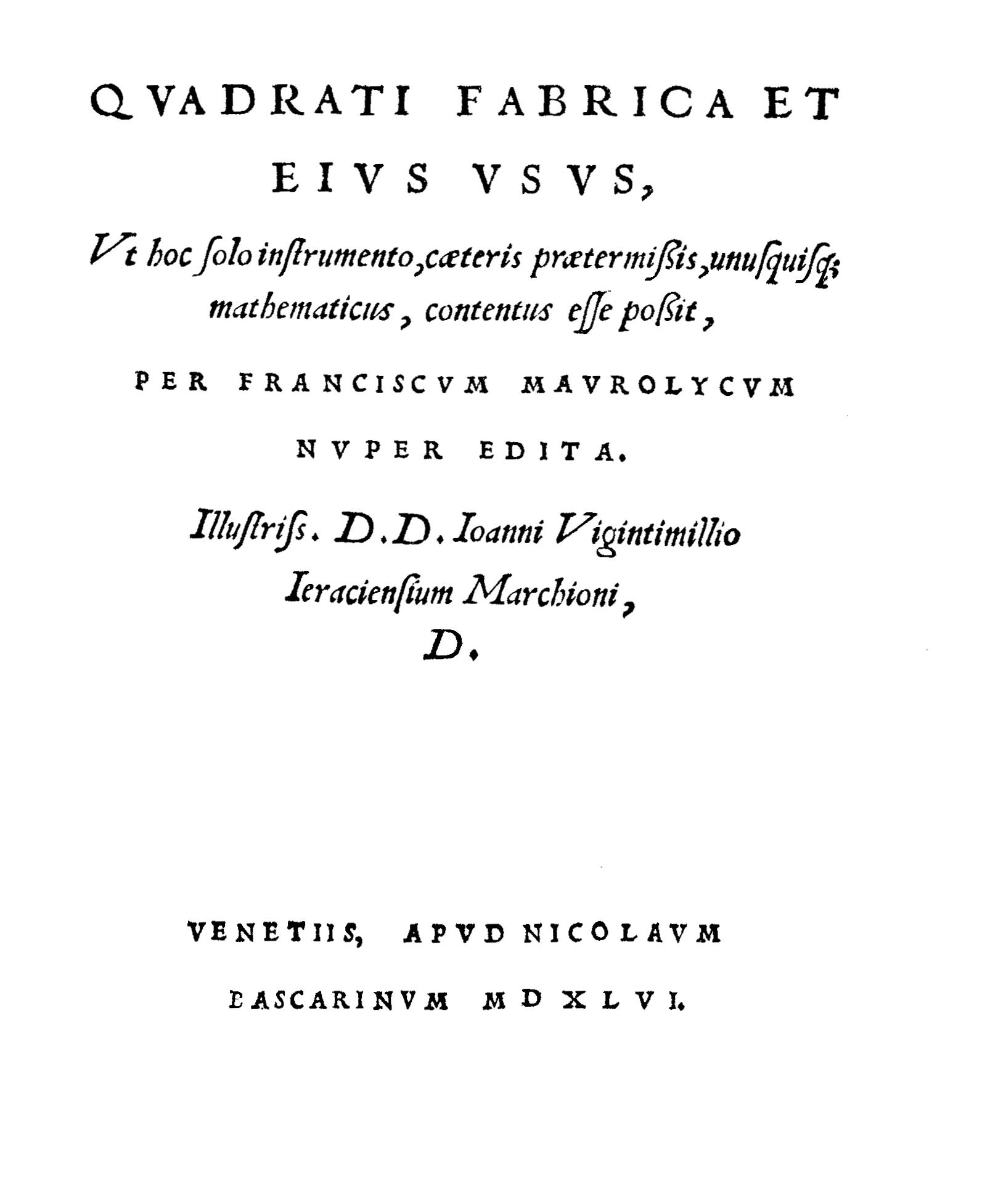
Quadrati fabrica et eius usus, 1546

- Lucrările Photismi de lumine et umbra și Diaphana ale lui Maurolico se referă la refracția luminii și încearcă să explice fenomenul natural al curcubeului. El a studiat, de asemenea, mecanismul camerei obscure. Photismi a fost finalizată în 1521, prima parte a Diaphana în 1523, a doua și a treia parte în 1552, dar întregul material a fost publicat postum abia în 1611.
- Arithmeticorum libri duo (1575) include prima expunere cunoscută a inducției matematice.[21]
- De momentis aequalibus  (finalizată în 1548, publicată pentru prima dată abia în 1685) a încercat să calculeze baricentrul diferitelor forme geometrice (piramidă, paraboloid etc.).
- În Sicanicarum rerum compendium, el a prezentat istoria Siciliei și a inclus unele detalii autobiografice. El a fost însărcinat să scrie această lucrare, iar în 1553 Senatul orașului Messina i-a acordat un salariu de 100 de monezi de aur pe an timp de doi ani, astfel că el a putut să finalizeze această lucrare, precum și lucrările sale de matematică.
- Lucrarea De Sphaera Liber Unus (1575) conține un atac feroce la adresa heliocentrismului lui Copernic, în care Maurolico scrie că Copernic „merita biciuirea sau flagelarea mai degrabă decât o respingere”.[22]
- Maurolico a publicat lucrarea Cosmographia în care a descris metodologia de măsurare a Pământului, care a fost folosită mai târziu de Jean Picard în măsurarea lungimii arcului de meridian în 1670.
- Maurolico a publicat o ediție a Mecanicii lui Aristotel și o lucrare despre muzică. El a rezumat Theatrum orbis terrarum a lui Ortelius și a scris, de asemenea, Grammatica rudimenta (1528) și De lineis horariis. A realizat o hartă a Siciliei, care a fost publicată în 1575.
- Maurolico a cercetat vechile texte matematice scrise de Teodosie din Bitinia, Menelau din Alexandria, Autolycos din Pitana, Euclid, Apoloniu din Perga și Arhimede. El nu a făcut traduceri noi, ci, lucrând cu cele deja existente, a oferit interpretări noi și solide ale matematicii grecești.

## Moartea și moștenirea
El a murit la Messina.
Craterul lunar Maurolycus este numit după el.
Există o școală în Messina care-i poartă numele.
În 2009, Ministerul Italian al Patrimoniului Cultural a dispus alcătuirea unei Edizione nazionale dell'opera matematica di Francesco Maurolico (Ediția națională a operei matematice a lui Francesco Maurolico).